# Gladde kiezelkrab
De gladde kiezelkrab (Ebalia tumefacta) is een kleine krab uit de familie Leucosiidae (kiezelkrabben), die niet zeldzaam is op enige afstand voor de Belgische en Nederlandse kust. Door de kleine afmetingen van dit krabbetje geven waarnemingen waarschijnlijk een onderschatting van de werkelijke verspreiding weer.

## Kenmerken
De gladde kiezelkrab heeft een knobbelige, achthoekige carapax, meestal breder dan lang en met als grootste afmeting 13 mm bij vrouwtjes. De branchiale delen van de carapax (waaronder zich de kieuwen bevinden) zijn sterk gezwollen. De schaarpoten zijn relatief goed ontwikkeld (iets slanker dan bij de kleine kiezelkrab (E. cranchii) en licht gekorreld. Gladde kiezelkrabben zijn roodachtig tot crèmekleurig met bruinrode vlekken, soms gemarmerd. De pereopoden zijn grijsbruin.

## Verspreiding en ecologie
De gladde kiezelkrab komt voor op harde bodems (grind, schelpgruis, stenen) met een bijmenging van slib, vanaf de getijdenzone tot op 130 m diepte. Het is een vrij algemene Oost-Atlantische soort die gevonden wordt van Zuid-Noorwegen tot Mauritanië. Ze is zeer zeldzaam in de Middellandse Zee (Spaanse kusten). Er is weinig gekend over de biologie van de gladde kiezelkrab.